# Phare de l'île Ziri
Le phare de l'île Ziri (en anglais : Az Zirah Lighthouse) est un feu actif situé sur la petite île Ziri devant le port de Sidon ou Saïda dans le District de Sidon au Liban, sur la côte méditerranéenne. Il est géré par les autorités portuaires de Beyrouth .

## Histoire
Le premier phare, établi en 1866 sur l'île Ziri, était une lanterne sur une maison de gardien. "Az Zirah" et "Zeeri" semblent être les corruptions de jezirat (جزيرة), le mot arabe pour une île.

## Description
Le phare est une tourelle cylindrique en béton d'environ 6 m de haut, avec une galerie et lanterne, centrée sur une plateforme carrée. La tour est peinte en blanc avec des bandes horizontales rouges. Il émet, à une hauteur focale de 10 m, un bref éclat rouge toutes les 3 secondes. Sa portée est de 6 milles nautiques (environ 11 km) .
Identifiant : ARLHS : LEB... - Amirauté : N5940 - NGA : 21140 .

## Caractéristiques dufeu maritime
Fréquence : 3 secondes (R)
- Lumière : 0.3 seconde
- Obscurité : 2.7 secondes

### Lien connexe
- Liste des phares du Liban